# Joan Blondellová
Joan Blondellová (30. srpna 1906 New York – 25. prosince 1979 Santa Monica, Kalifornie) byla americká herečka.

## Život

### Mládí
Narodila se 30. srpna 1906 v New Yorku jako dcera estrádního komika známého jako Ed Blondell a herečky Catherine Caineové. Její otec byl žid, původem z Polska a mnoho let účinkoval v divadelní hře The Katzenjammer Kids podle stejnojmenného komiksu. Její matka měla irské předky a pocházela z Brooklynu. Joan měla též mladší sestru Gloriu, která se později také stala herečkou a provdala se za filmového producenta Alberta R. Broccoliho. Její rodina tvořila vaudevillový soubor „Bouncing Blondells“ a velmi často se stěhovala. Joan tak měla možnost navštívit například Havaj i Austrálii. Poté, co rodina přestala koncertovat, usadila se v texaském Dallasu, kde Joan v roce 1926 vyhrála pod jménem Rosebud Blondellová soutěž krásy „Miss Dallas“. Téhož roku se dostala také do finále „Miss Universe“ a v soutěži „Miss America 1926“ se umístila na 4. místě.
V mládí navštěvovala střední školu Santa Monica High School, kde vystupovala v několika školních hrách. Po absolvování nastoupila v roce 1926 na univerzitu North Texas State Teacher's College (dnes University of North Texas) v Dentonu, ale po roce studia školu opustila.

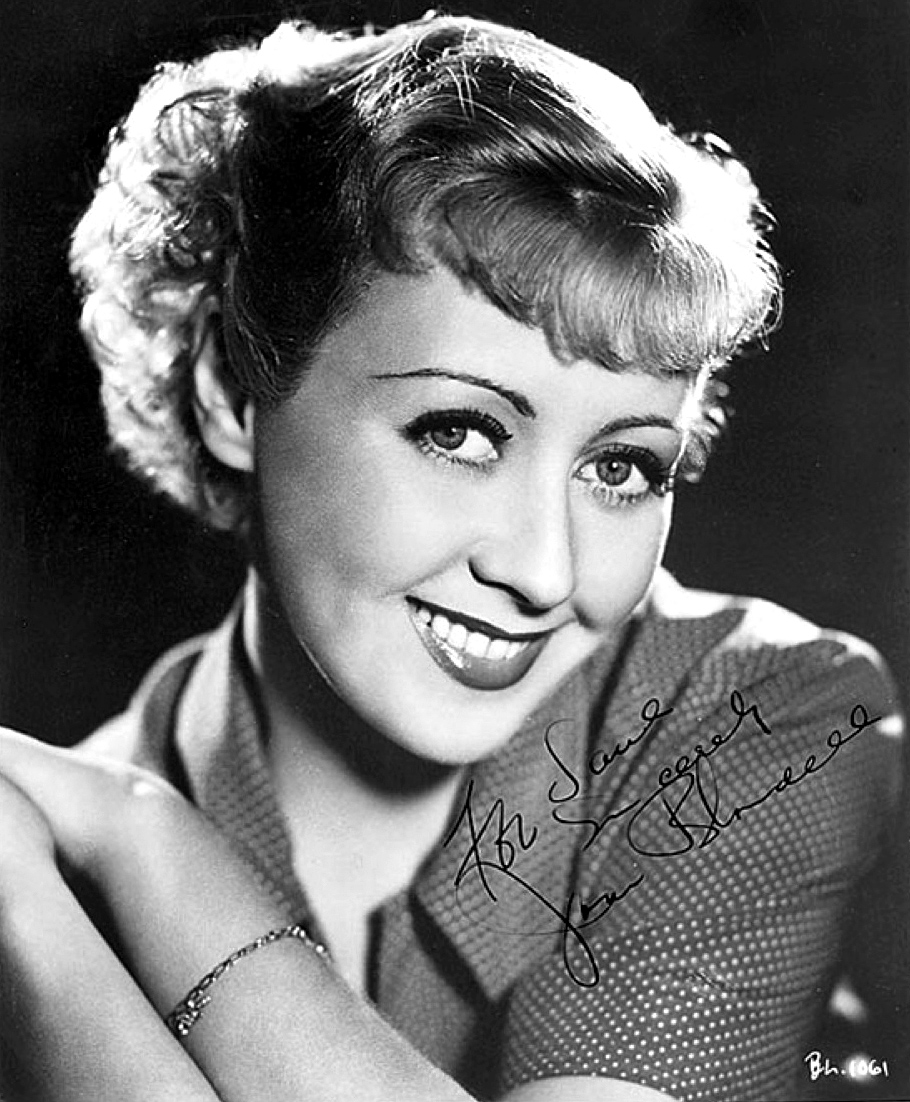
Joan Blondellová v roce 1936

### Raná kariéra
V roce 1927 se vrátila zpět do rodného New Yorku a začala pracovat jako modelka a prodavačka. Brzy se však prosadila na Broadwayi a v roce 1930 debutovala ve hře Penny Arcade s Jamesem Cagneyem. Na jevišti se však poprvé objevila už ve čtyřech měsících ve hře The Greatest Love. V Penny Arcade si jí brzy všiml také herec a bavič Al Jolson a rozhodl se práva na hru koupit. Ty poté prodal filmovému studiu Warner Bros. s tím, že Joan a Cagneye musí obsadit i do filmové verze. Na základě této smlouvy se Joan přestěhovala do Hollywoodu, a snímek Sinners' Holiday (1930) odstartoval její kariéru.
Šéf studia Jack L. Warner po ní však požadoval, aby si změnila jméno na „Inez Holmesová“. To ale Joan odmítla a vrátila se ke svému rodnému jménu Joan Blondellová, se kterým souhlasil. Během 30. let se objevila ve spoustě filmů a v roce 1931 byla jmenována jednou z WAMPAS Baby Stars (každoročně udělované ocenění pro 13 mladých a nadějných hereček). V první polovině dekády vystupovala s Jamesem Cagneym i ve filmech Veřejný nepřítel (1931) a Footlight Parade (1933) a spolu s Glendou Farrellovou utvořila dvojici zlatokopek, která se objevila v dalších devíti filmech. Během 30. let natočila celkem 55 filmů a v roce 1939 studio Warner Bros. opustila a až do konce své kariéry zůstala herečkou na volné noze. Počátkem 40. let pokračovala dál jako převážně komediální a muzikálová herečka, ale brzy se prosadila i do spousty dramat i film-noirů. V roce 1943 se vrátila i na Broadway a po krátkou dobu hrála v komedii The Naked Genius.
Její dramata se také dočkaly pozitivních ohlasů a mezi její nejznámější snímky ze 40. let patří například romantické drama Dobrodružství (1945) s Clarkem Gablem a Greer Garsonovou, drama V Brooklynu roste strom (1945) nebo film-noir Ulička přízraků (1947). Po roce 1945 se však propadla do řady několika vedlejších rolí a o tři roky později filmování zanechala a opět se začala soustředit na svou divadelní kariéru. Se hrou A Tree Grows in Brooklyn se také vydala na národní turné a opět si zopakovala svou dřívější filmovou roli z roku 1945.

### Pozdější kariéra
Do Hollywoodu se vrátila v roce 1950 a za snímek The Blue Veil (1951) získala rovnou nominaci na Oscara. Tento snímek následovala řada dalších úspěšných filmů jako například muzikál The Opposite Sex (1956), komedie Žena, která všechno ví (1957) a Will Success Spoil Rock Hunter? (1957) nebo drama Lizzie (1957). Za drama Cincinnati Kid (1965) získala také nominaci na Zlatý glóbus. Do konce života se objevila ještě v několika dalších úspěšných snímcích mezi, které patří např. western Povznesen nad pomstu (1966), drama Premiéra (1977), muzikál Pomáda (1978) nebo sportovní drama Šampion (1979).
Její pozdější herecká tvorba však nezahrnovala pouze filmy. Od 50. let se začala hojně objevovat iv televizních seriálech a účinkovala i v několika pořadech.

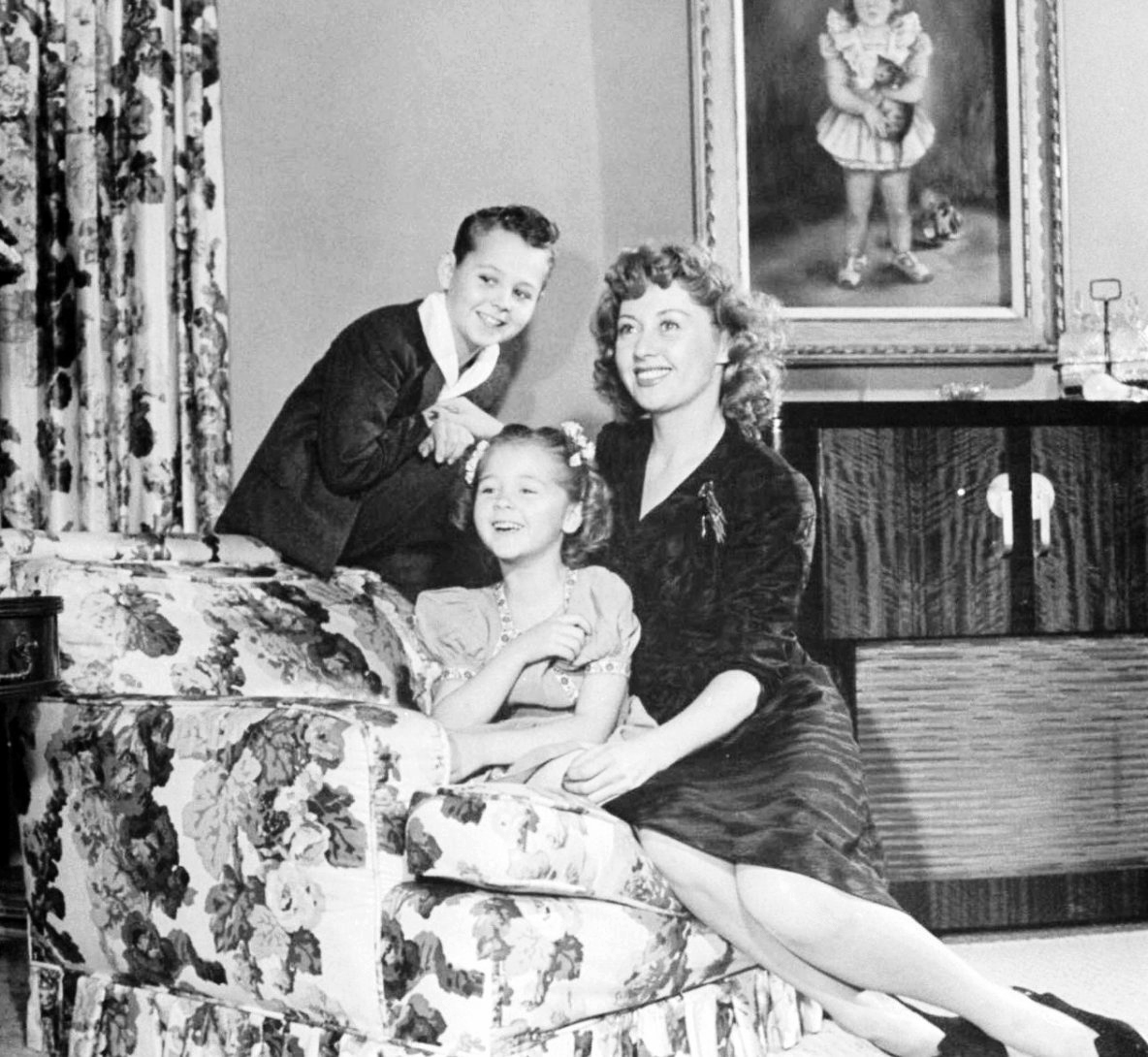
Joan Blondellová se svými dětmi (1944)

### Osobní život
Joan Blondellová se vdala celkem třikrát. Jejím prvním manželem se stal 4. ledna 1933 kameraman George Barnes, se kterým se jí narodil syn Norman Scott Barnes (později úspěšný režisér a producent známý pod jménem Norman Powell). Po třech letech manželství se však s Barnesem rozvedla. V září téhož roku se vdala podruhé, za herce, režiséra a zpěváka Dicka Powella. Její syn Norman zůstal v její péči a 30. června 1938 se jí narodila dcera Ellen. Dne 14. července 1944 se nakonec rozvedla i se svým druhým manželem. O tři roky později se provdala za producenta Mikea Todda, ale ani toto manželství nevydrželo příliš dlouho. Její třetí a poslední manželství nebylo šťastné od samého začátku a po neustálých hádkách, kvůli Toddově lásce k hazardním hrám se Joan nechala v roce 1950 potřetí rozvést.
Joan Blondellová zemřela na leukémii 25. prosince 1979 v Santa Monice ve věku 73 let.

## Zajímavosti
- Joan Blondellová má za svůj přínos filmovému průmyslu hvězdu na Hollywoodském chodníku slávy (na 6311 Hollywood Bouevard) [13]

## Filmografie (výběr)

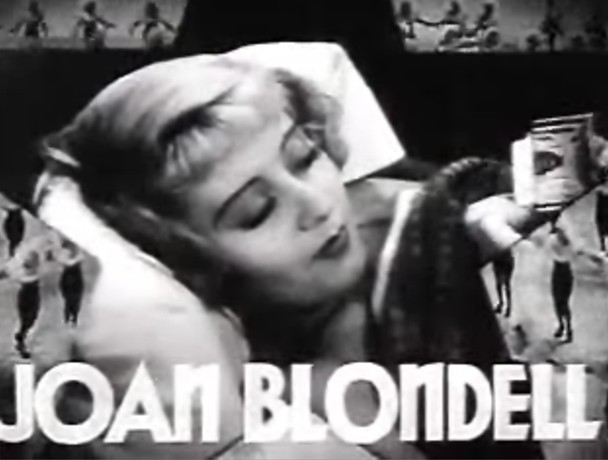
Ve filmu Dames (1934)

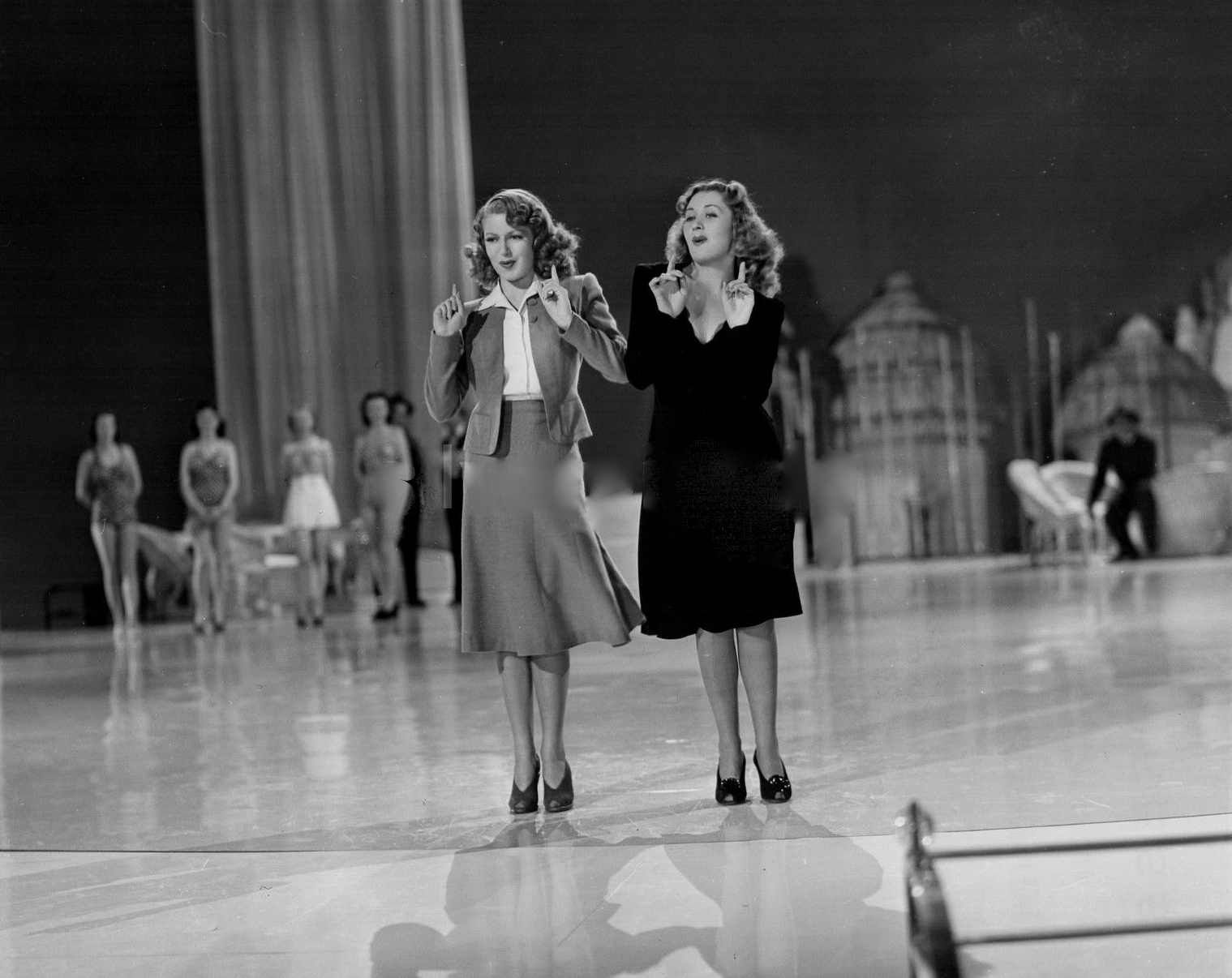
S Lanou Turner (vlevo) ve filmu Two Girls on Broadway (1940)

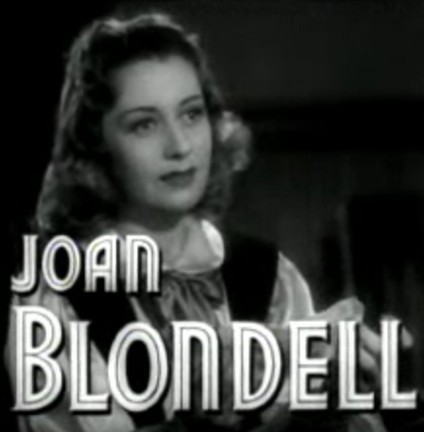
Ve filmu Cry Havoc (1943)

### Filmy
- 1931 God's Gift to Women (režie Michael Curtiz)
- 1931 Veřejný nepřítel (režie William A. Wellman)
- 1931 Blonde Crazy (režie Roy Del Ruth)
- 1932 Miss Pinkerton (režie loyd Bacon)
- 1932 Učiň mě hvězdou (režie William Beaudine)
- 1932 Three on a Match (režie Mervyn LeRoy)
- 1933 Lawyer Man (režie William Dieterle)
- 1933 Blondie Johnson (režie Ray Enright a Lucien Hubbard)
- 1933 Zlatokopové z roku 1933 (režie Mervyn LeRoy)
- 1933 Goodbye Again (režie Michael Curtiz)
- 1933 Footlight Parade (režie Lloyd Bacon)
- 1934 He Was Her Man (režie Lloyd Bacon)
- 1934 Dames (režie Busby Berkeley a Ray Enright)
- 1936 Bullets or Ballots (režie William Keighley)
- 1936 Gold Diggers of 1937 (režie Busby Berkeley a Lloyd Bacon)
- 1937 The Perfect Specimen (režie Michael Curtiz)
- 1937 Stand-In (režie Tay Garnett)
- 1938 There's Always a Woman (režie Alexander Hall)
- 1939 Good Girls Go to Paris (režie Alexander Hall)
- 1940 Two Girls on Broadway (režie S. Sylvan Simon)
- 1941 Topper se vrací (režie Roy Del Ruth)
- 1945 V Brooklynu roste strom (režie Elia Kazan)
- 1945 Dobrodružství (režie Victor Fleming)
- 1947 Ulička přízraků (režie Edmund Goulding)
- 1951 The Blue Veil (režie Curtis Bernhardt)
- 1956 The Opposite Sex (režie David Miller)
- 1957 Lizzie (režie Hugo Haas)
- 1957 Žena, která všechno ví (režie Walter Lang)
- 1957 Will Success Spoil Rock Hunter? (režie Frank Tashlin)
- 1965 Cincinnati Kid (režie Norman Jewison)
- 1966 Povznesen nad pomstu (režie Bernard McEveety)
- 1968 Stay Away, Joe (režie Peter Tewksbury)
- 1977 Premiéra (režie John Cassavetes)
- 1978 Pomáda (režie Randal Kleiser)

### Seriály
- 1957–1959 Playhouse 90 (2 epizody, režie Alex Segal a Paul Nickell)
- 1963 The Real McCoys (3 epizody, režie Robert Gordon, Irving Pincus a David Alexander)
- 1963–1964 Burke's Law (2 epizody, režie Don Weis)
- 1965 Lucy Show (2 epizody, režie  Maury Thompson)
- 1968–1970 Here Come the Brides (52 epizod)
- 1972 Banyon (9 epizod)
- 1971–1973 Love, American Style (2 epizody)
- 1976 Starsky and Hutch (2 epizody, režie George McCowan)